# Lista de inscrições ao Oscar de melhor filme estrangeiro em 2014
Lista de inscrições ao Oscar de melhor filme internacional para o Oscar 2014, 86ª edição da premiação.  O prêmio é concedido anualmente pela Academia a um longa-metragem produzido fora dos Estados Unidos que contenha principalmente diálogos em outros idiomas que não o inglês.
Para concorrer na edição 2014 do Oscar, os filmes inscritos devem ter sido lançados nos cinemas em seus respectivos países entre 1º de outubro de 2012 e 30 de setembro de 2013.

## Filmes inscritos
| País                 | Título em inglês                         | Título em português                              | Original title                              | Idiomas                                    | Direção                          | Resultado      |
| -------------------- | ---------------------------------------- | ------------------------------------------------ | ------------------------------------------- | ------------------------------------------ | -------------------------------- | -------------- |
| Afeganistão          | An Afghan Love Story                     |                                                  | Wajma/وژمه                                  | Dari                                       | Barmak Akram                     | Não indicado   |
| África do Sul        | Four Corners                             |                                                  | Four Corners                                | Afrikaans, Tsotsitaal                      | Ian Gabriel                      | Não indicado   |
| Albânia              | Agon                                     |                                                  | Agon                                        | Albanês, Grego                             | Robert Budina                    | Não indicado   |
| Alemanha             | Two Lives                                | Duas Vidas                                       | Zwei Leben                                  | Alemão                                     | Georg Maas                       | Pré-lista      |
| Arábia Saudita       | Wadjda                                   | O Sonho de Wadjda                                | وجدة                                        | Árabe                                      | Haifaa al-Mansour                | Não indicado   |
| Argentina            | The Alemão Doctor                        | O Médico Alemão                                  | Wakolda                                     | Espanhol, Alemão, Hebraico                 | Lucía Puenzo                     | Não indicado   |
| Austrália            | The Rocket                               | O Foguete                                        | The Rocket                                  | Lao                                        | Kim Mordaunt                     | Não indicado   |
| Áustria              | The Wall                                 | A Parede                                         | Die Wand                                    | Alemão                                     | Julian Pölsler                   | Não indicado   |
| Azerbaijão           | Steppe Man                               |                                                  | Çölçü                                       | Azerbaijani                                | Shamil Aliyev                    | Não indicado   |
| Bangladesh           | Television                               |                                                  | টেলিভিশন                                       | Bengali                                    | Mostofa Sarwar Farooki           | Não indicado   |
| Bélgica              | The Broken Circle Breakdown              | Alabama Monroe                                   | The Broken Circle Breakdown                 | Holandês                                   | Felix van Groeningen             | Indicado       |
| Bósnia e Herzegovina | An Episode in the Life of an Iron Picker | Um Episódio na Vida de Um Catador de Ferro-Velho | Epizoda u životu berača željeza             | Bósnio, Romani                             | Danis Tanović                    | Pré-lista      |
| Brasil               | Neighboring Sounds                       | O Som ao Redor                                   | O Som ao Redor                              | Português, Chinês, Inglês                  | Kleber Mendonça Filho            | Não indicado   |
| Bulgária             | The Colour of the Chameleon              |                                                  | Цветът на Хамелеона                         | Búlgaro                                    | Emil Hristov                     | Não indicado   |
| Camboja              | The Missing Picture                      | A Imagem que Falta                               | L'image manquante                           | Francês                                    | Rithy Panh                       | Indicado       |
| Canadá               | Gabrielle                                | Gabrielle                                        | Gabrielle                                   | Francês                                    | Louise Archambault               | Não indicado   |
| Cazaquistão          | The Old Man                              | Shai                                             | Шал                                         | Russo, Casaque                             | Ermek Tursunov                   | Não indicado   |
| Chade                | GriGris                                  |                                                  | GriGris                                     | Francês, Árabe                             | Mahamat Saleh Haroun             | Não indicado   |
| Chile                | Gloria                                   | Gloria                                           | Gloria                                      | Espanhol                                   | Sebastián Lelio                  | Não indicado   |
| China                | Back to 1942                             | De Volta a 1942                                  | 一九四二                                    | Chinês, Inglês                             | Feng Xiaogang                    | Não indicado   |
| Colômbia             | La Playa DC                              |                                                  | La Playa DC                                 | Espanhol                                   | Juan Andrés Arango               | Não indicado   |
| Coreia do Sul        | Juvenile Offender                        |                                                  | 범죄소년                                    | Coreano                                    | Kang Yi-kwan                     | Não indicado   |
| Croácia              | Halima's Path                            | O Caminho de Halima                              | Halimin put                                 | Bósnio                                     | Arsen Anton Ostojić              | Não indicado   |
| Chéquia              | The Don Juans                            |                                                  | Donšajni                                    | Tcheco                                     | Jiří Menzel                      | Não indicado   |
| Dinamarca            | The Hunt                                 | A Caça                                           | Jagten                                      | Dinamarquês                                | Thomas Vinterberg                | Indicado       |
| República Dominicana | Who's the Boss?                          | Quem manda?                                      | ¿Quién Manda?                               | Espanhol                                   | Ronni Castillo                   | Não indicado   |
| Equador              | Porcelain Horse                          | Melhor Não Falar Certas Coisas                   | Mejor No Hablar (de Ciertas Cosas)          | Espanhol                                   | Javier Andrade                   | Não indicado   |
| Egito                | Winter of Discontent                     | Inverno da Desilusão                             | الشتا إللى فات                              | Árabe                                      | Ibrahim El Batout                | Não indicado   |
| Eslováquia           | My Dog Killer                            | Meu Cachorro Assassino                           | Môj pes Killer                              | Eslovaco                                   | Mira Fornay                      | Não indicado   |
| Eslovênia            | Class Enemy                              | O Inimigo da Classe                              | Razredni sovražnik                          | Slovene                                    | Rok Biček                        | Não indicado   |
| Espanha              | 15 Years and One Day                     | 15 Anos e Um Dia                                 | 15 años y un día                            | Espanhol                                   | Gracia Querejeta                 | Não indicado   |
| Estónia              | Free Range                               |                                                  | Free Range: Ballaad maailma heakskiitmisest | Estoniano                                  | Veiko Õunpuu                     | Não indicado   |
| Filipinas            | Transit                                  |                                                  | Transit                                     | Filipino, Tagalog, Hebraico, Inglês        | Hannah Espia                     | Não indicado   |
| Finlândia            | Disciple                                 |                                                  | Lärjungen                                   | Sueco                                      | Ulrika Bengts                    | Não indicado   |
| França               | Renoir                                   | Renoir                                           | Renoir                                      | Francês                                    | Gilles Bourdos                   | Não indicado   |
| Geórgia              | In Bloom                                 | Na Flor da Idade                                 | გრძელი ნათელი დღეები                        | Georgiano                                  | Nana Ekvtimishvili, Simon Groß   | Não indicado   |
| Grécia               | Boy Eating the Bird's Food               | O Garoto que Come Alpiste                        | Το Αγόρι Τρώει το Φαγητό του Πουλιού        | Grego                                      | Ektoras Lygizos                  | Não indicado   |
| Hong Kong            | The Grandmaster                          | O Grande Mestre                                  | 一代宗師                                    | Cantonese, Chinês                          | Wong Kar-Wai                     | Pré-lista      |
| Hungria              | The Notebook                             | O Diário da Esperança                            | A nagy füzet                                | Húngaro                                    | János Szász                      | Pré-lista      |
| Islândia             | Of Horses and Men                        | Cavalos e Homens                                 | Hross í oss                                 | Islandês                                   | Benedikt Erlingsson              | Não indicado   |
| Índia                | The Good Road                            |                                                  | The Good Road                               | Gujarati                                   | Gyan Correa                      | Não indicado   |
| Indonésia            | Sang Kiai                                |                                                  | Sang Kiai                                   | Indonésio, Japonês                         | Rako Prijanto                    | Não indicado   |
| Irão                 | The Past                                 | O Passado                                        | گذشته                                       | Francês, Persa                             | Asghar Farhadi                   | Não indicado   |
| Israel               | Bethlehem                                | Belém: Zona de Conflito                          | בית לחם                                     | Hebraico, Árabe                            | Yuval Adler                      | Não indicado   |
| Itália               | The Great Beauty                         | A Grande Beleza                                  | La grande bellezza                          | italiano                                   | Paolo Sorrentino                 | Ganhou o Oscar |
| Japão                | The Great Passage                        | A Grande Passagem                                | 舟を編む                                    | Japonês                                    | Yuya Ishii                       | Não indicado   |
| Letônia              | Mother, I Love You                       |                                                  | Mammu, es tevi mīlu                         | Letão                                      | Jānis Nords                      | Não indicado   |
| Líbano               | Blind Intersections                      |                                                  | قصة ثواني                                   | Árabe                                      | Lara Saba                        | Não indicado   |
| Lituânia             | Conversations on Serious Topics          |                                                  | Pokalbiai rimtomis temomis                  | Lituano                                    | Giedrė Beinoriūtė                | Não indicado   |
| Luxemburgo           | Blind Spot                               |                                                  | Doudege Wénkel                              | Luxembourgish, Francês                     | Christophe Wagner                | Não indicado   |
| México               | Heli                                     | Heli                                             | Heli                                        | Espanhol                                   | Amat Escalante                   | Não indicado   |
| Moldávia             | All God's Children                       |                                                  | Toti Copiii Domnului                        | Romeno, italiano                           | Adrian Popovici                  | Não indicado   |
| Montenegro           | Ace of Spades: Bad Destiny               |                                                  | As pik - loša sudbina                       | Servo-croata                               | Draško Đurović                   | Não indicado   |
| Marrocos             | Horses of God                            | Os Cavalos de Deus                               | يا خيل الله                                 | Árabe                                      | Nabil Ayouch                     | Não indicado   |
| Nepal                | Soongava: Dance of the Orchids           |                                                  | सुनगाभा                                        | Nepali                                     | Subarna Thapa                    | Não indicado   |
| Países Baixos        | Borgman                                  | Borgman                                          | Borgman                                     | Holandês                                   | Alex van Warmerdam               | Não indicado   |
| Nova Zelândia        | White Lies                               |                                                  | Tuakiri Huna                                | Maori                                      | Dana Rotberg                     | Não indicado   |
| Noruega              | I Am Yours                               |                                                  | Jeg er din                                  | Norueguês, Urdu, Sueco                     | Iram Haq                         | Não indicado   |
| Paquistão            | Zinda Bhaag                              |                                                  | زندہ بھاگ                                   | Punjabi                                    | Meenu Gaur, Farjad Nabi          | Não indicado   |
| Palestina            | Omar                                     | Omar                                             | عمر                                         | Árabe                                      | Hany Abu-Assad                   | Indicado       |
| Peru                 | The Cleaner                              |                                                  | El limpiador                                | Espanhol                                   | Adrián Saba                      | Não indicado   |
| Polónia              | Walesa. Man of Hope                      | Walesa                                           | Wałęsa. Człowiek z nadziei                  | Polonês                                    | Andrzej Wajda                    | Não indicado   |
| Portugal             | Lines of Wellington                      | Linhas de Wellington                             | Linhas de Wellington                        | Português, Francês, Inglês                 | Valeria Sarmiento                | Não indicado   |
| Roménia              | Child's Pose                             | Instinto Materno                                 | Poziţia Copilului                           | Romeno                                     | Călin Peter Netzer               | Não indicado   |
| Rússia               | Stalingrad                               | Stalingrado                                      | Сталинград                                  | Russo                                      | Fyodor Bondarchuk                | Não indicado   |
| Sérvia               | Circles                                  | Círculos                                         | Кругови                                     | Sérvio                                     | Srdan Golubović                  | Não indicado   |
| Singapura            | Ilo Ilo                                  | Quando Meus Pais Não Estão em Casa               | 爸妈不在家                                  | Chinês, Hokkien, Filipino, Tagalog, Inglês | Anthony Chen                     | Não indicado   |
| Suécia               | Eat Sleep Die                            |                                                  | Äta sova dö                                 | Sueco, Croata                              | Gabriela Pichler                 | Não indicado   |
| Suíça                | More than Honey                          | Abelhas e Homens                                 | More than Honey                             | Alemão, Chinês, Inglês                     | Markus Imhoof                    | Não indicado   |
| Taiwan               | Soul                                     |                                                  | 失魂                                        | Chinês                                     | Chung Mong-Hong                  | Não indicado   |
| Tailândia            | Countdown                                |                                                  | เคาท์ดาวน์                                    | Tailandês, Inglês                          | Nattawut Poonpiriya              | Não indicado   |
| Turquia              | The Butterfly's Dream                    |                                                  | Kelebeğin Rüyası                            | Turco                                      | Yilmaz Erdogan                   | Não indicado   |
| Ucrânia              | Paradjanov                               |                                                  | Параджанов                                  | Ucraniano                                  | Serge Avédikian, Olena Fetisova  | Não indicado   |
| Reino Unido          | Metro Manila                             | Metrópole Manila                                 | Metro Manila                                | Filipino, Tagalo                           | Sean Ellis                       | Não indicado   |
| Uruguai              | Anina                                    |                                                  | Anina                                       | Espanhol                                   | Alfredo Soderguit                | Não indicado   |
| Venezuela            | Breach in the Silence                    |                                                  | Brecha en el silencio                       | Espanhol                                   | Luis Rodríguez, Andrés Rodríguez | Não indicado   |